# Донской (Дубовский район)
Донско́й — хутор в Дубовском районе Ростовской области.
Входит в состав Романовского сельского поселения.

## Население
| 1926 | 2002 |
| ---- | ---- |
| 96   | 106  |

| 1989 | 2002 | 2010 |
| ---- | ---- | ---- |
| 97   | ↗105 | ↘90  |

## Улицы
На хуторе имеются две улицы: Сальская и Степная.